# بلايني إيتون
بلايني إيتون (بالإنجليزية: Blaine Eaton II)‏ هو سياسي أمريكي، ولد في 11 سبتمبر 1967 في الولايات المتحدة. حزبياً، نشط في الحزب الديمقراطي. وقد انتخب عضو مجلس نواب مسيسيبي.